# Nicté-Ha

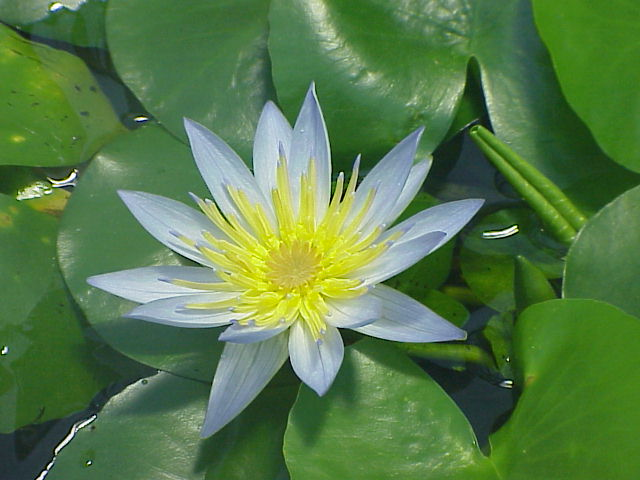
Hay diversas variedades con colores que van desde al blanco, el amarillo y el rosado

Nicté-Ha o Nikté-Ha, (del maya: flor o sol de agua), expresión en idioma maya usada para denominar a la flor de una[¿cuál?] planta acuática del género Ninfa, de la familia de las Ninfáceas.

## Descripción
Posee hojas de 15 a 45 cm de ancho, con una incisión en la base donde son dentadas y de forma acorazonada. Flores anchas de 4 a 21 pétalos blancos o amarillos largos en su parte más externa. Es hermafrodita. Florece todo el año y se localiza en la superficie de los cenotes  y de otras aguadas en la península de Yucatán. Tiene un alto precio como flor de ornato debido a su belleza.
El diccionario maya-español de Cordemex le atribuye también el nombre en idioma maya de Sak Naab que significa blanca de lejos, ya que en determinado momento de la floración asemejan velas de navío en el mar vistas de lejos.